# Henrique da Silveira
Henrique da Silveira, född 26 januari 1901 i Terceira, död 9 april 1973 i Lissabon, var en portugisisk fäktare.
Silveira blev olympisk bronsmedaljör i värja vid sommarspelen 1928 i Amsterdam.